# Justin DiBenedetto
Justin DiBenedetto, född 25 augusti 1988, är en kanadensisk professionell ishockeyspelare som tidigare har spelat för bland annat Bridgeport Sound Tigers och Örebro HK.

## Klubbar
- Toronto St. Michael's Majors (2004/2005–2005/2006
- Sarnia Sting (2006/2007–2008/2009)
- Bridgeport Sound Tigers (2008/2009–2010/2011)
- New York Islanders (2010/2011)
- Bridgeport Sound Tigers (2011/2012)
- EC Salzburg (2012/2013))
- Örebro HK  (2013/2014)
- Espoo Blues  (2013/2014)